# Duc de Shao
Shi, Duc de Shao (chinois : 召公奭 ; pinyin : Shào Gōng Shì) (mort vers l'an 1000 av; J.C), né Ji Shi (chinois : 姬奭 ; pinyin : Jī Shì), nom posthume Kang (chinois : 康), est un ministre de haut rang du début de la dynastie Zhou. Il est aussi connu sous le nom de Seigneur Shao (chinois : 召公 ; pinyin : Shào Gōng), Duc de Shao, Duc Kang de Shao  (chinois : 召康公 ; pinyin : Shào Kāng Gōng), Grand Protecteur Shi (chinois : 太保奭 ; pinyin : Tài Bǎo Shì), et Seigneur Kang de Yan. Il est membre du clan royal, chef de la lignée fondatrice de l'État de Yan et dirigeant de l'état mineur de Shao (召國).
Après la mort du roi Wu de Zhou, le Seigneur Shao soutient son frère, le duc de Zhou, lors de sa régence et l'aide à réprimer la révolte des Trois Gardes. Après la fin de la régence, il reste une figure majeure de la cour des Zhou pendant des décennies.

## Lignée Royale
Selon la première biographie du Seigneur Shao, celle que l'on trouve dans le Shiji de Sima Qian, il aurait des ancêtres communs avec la maison de Zhou. Dans le Lunheng de Wang Chong, il est désigné sous le nom de frère aîné du duc de Zhou. Selon Huangfu Mi, le Seigneur Shao était le fils du roi Wen de Zhou et d'une de des concubines. Les études modernes n’ont pas sensiblement modifié ce point de vue. Dans un article de 1989, Edward Shaughnessy considère que le seigneur Shao est le demi-frère du duc de Zhou. Dans une publication de 2015, Maria Khayutina considére que le chapitre Gu Ming (顧命) du Shangshu ordonne les lignées qui rendent visite au roi Cheng de Zhou pendant sa maladie selon leur rang d'ancienneté au sein du clan Royal Ji. Shao arrivant en première position, avant les lignées fondées par les fils du roi Wen, elle pense que sa lignée a été fondée plus tôt.

## Premières armes
Pour son rôle dans la guerre ayant conduit a la chute des Shang et la prise du pouvoir par les Zhou, le roi Wu fait du seigneur Shao le dirigeant de l'état de Yan. Mais Shao n'ira jamais sur ses terres, envoyant un de ses fils s'en occuper à sa place. Le seigneur Shao est également nommé Grand Protecteur (太保), l'une des trois Excellences, qui sont les plus hautes fonctions ministérielles de la capitale. Le duc de Zhou en fait également partie.
Deux ans après la conquête, avant que le pouvoir des Zhou ne soit complètement consolidé, le roi Wu meurt. Son fils  étant considéré comme trop jeune pour être apte à régner, le duc de Zhou prend le pouvoir de manière unilatérale. La dynastie précédente des Shang gérait la succession au trône en utilisant le système du Séniorat. Si ce système avait été appliqué après la mort de Wu, le duc de Zhou aurait été en position d'accéder au trône. Selon une version manuscrite d'un chapitre du Shangshu retrouvée parmi les lamelles de bambou de Tsinghua, le duc de Zhou effectue un sacrifice aux esprits des ancêtres des Zhou pour savoir s'il était le véritable successeur du roi Wu, alors encore vivant, mais malade. L'interprétation traditionnelle de ce passage est qu'il signifie que le duc de Zhou veut offrir sa vie si celle du roi peut être épargnée. Dans tous les cas et toutes les interprétations, cette cérémonie est suggérée par les deux autres Excellences, ce qui inclut le seigneur Shao. Enfin, traditionnellement, on considère que le duc de Zhou assume la régence plutôt que la royauté.
Dans tous les cas, peu de temps après, la révolte des Trois Gardes éclate. En effet, après la chute de la dynastie Shang, le roi Wu a fait de ses trois frères, Guanshu, Caishu et Huoshu, les « Trois gardes » de l'Est, afin de sécuriser les terres Shang nouvellement conquises. Lorsque le duc de Zhou prend le pouvoir, cela suscite la colère des Trois Gardes, qui le soupçonnent de vouloir usurper le trône et pensent que c'est à eux que doit revenir la régence. Après s’être alliés à de nombreux nobles séparatistes de l'Est du pays, aux loyalistes Shang dirigé par le prince Wu Geng,, et à plusieurs États Dongyi (東夷) et Huaiyi (淮夷),, ils se révoltent contre le duc de Zhou. Pour faire face à la situation, le seigneur Shao s'allie au duc de Zhou et, après trois ans, la rébellion est matée

## Partage du pouvoir
Une fois la situation apaisée, Zhou Chengwang, le fils du roi Wu, ainsi que le seigneur Shao et le duc de Zhou, victorieux, concluent une alliance a trois et se partagent le pouvoir. Le seigneur Shao se voit confier le pouvoir sur les terres situées à l'ouest des capitales jumelles Feng et Hao. Ces villes sont situées sur les rives de la Wei, sur le site de l'actuelle ville de Xi'an, au Shaanxi. Cette zone inclus les terres d'origine de la lignée du seigneur Shao, a proximité de Xishan, qui était la capitale du territoire des Zhou avant leur prise du pouvoir. Le duc de Zhou se voit confier le contrôle des terres situées à l'est de Feng et Hao.  
C'est à cette époque que le seigneur Shao vas inspecter le site de la nouvelle capitale Luoyi, ce qui correspond actuellement a la ville de Luoyang, Henan. Cet emplacement est crucial, car il permet de contrôler à la fois le gué stratégique qui a permis aux Zhou d'attaquer directement le cœur du territoire des Shang, ainsi que le passage à travers les montagnes vers les terres d'origine des Zhou. Une fois sur place, le seigneur Shao reconnais la valeur stratégique de l'endroit et également que les présages sont de bon augure. Il lance très rapidement la construction d'un mur d'enceinte en terre battue, qui est achevée en l'espace d'un mois.
De nombreux textes inclus dans le Classique des documents se rapportent à cette période, et deux d'entre eux en particulier sont liés l'un à l'autre et nous éclairent sur les luttes pour le pouvoir à la cour. Il s'agit du Jun Shi (君奭), un texte adressé par le duc de Zhou au seigneur Shao au ton particulièrement persuasif, et du Shao Gao (召誥), écrit principalement par le seigneur Shao.
Ces textes sont écrits en une forme très archaïque du Chinois et peuvent être interprété de différentes manières. La lecture traditionnelle tient compte d'une déclaration énigmatique selon laquelle le seigneur Shao était malheureux à la cour, pour interpréter le Jun Shi comme un appel du seigneur Shao à rester à son poste et à aider à coadministrer les affaires gouvernementales jusqu'à ce que le nouveau roi soit prêt. Le Shao Gao est alors vus comme une exhortation adressée au nouveau roi pour qu'il fasse du bon travail.
Une autre lecture oppose les deux chapitres, le seigneur Shao soulignant que le Mandat du Ciel ne va qu'au fils aîné du Roi, et le duc de Zhou faisant appel à une panoplie d'éminents ministres pour soutenir son discours sur l'importance cruciale d'avoir des ministres compétents pour assurer un bon gouvernement; citant les propres paroles du seigneur Shao sur la façon dont ils travailleraient ensemble, affirmant que le mandat du ciel a été accordé aux Zhou en tant que groupe, et terminant par un plaidoyer passionné dans lequel il s'adresse au seigneur Shao comme à son frère.
Bien que les deux textes soient, de toute évidence, étroitement liés, la question de savoir lequel est la réponse à l'autre n'est toujours pas tranchée. Mais que ces textes soient lus d'un point de vue traditionnel ou révisionniste, quels que soient les motifs personnels, politiques ou philosophiques qui sous-tendent les paroles de l'un ou l'autre ; le fait est que, peu après, le jeune roi Cheng assume pleinement son autorité, et le duc de Zhou disparaît de la scène politique jusqu'à la fin de sa vie.

## Longévité
Le seigneur Shao sert quatre générations de rois Zhou : Le roi Wen, le roi Wu, le roi Cheng et le roi Kang. Il figure également en bonne place dans le chapitre Gu Ming (顧命) du Shangshu, qui décrit le rituel d'intronisation du roi Kang. On y voit le seigneur Shao inspirer un grand respect à la cour. Il est cité en premier dans chaque énumération de participants, donne des ordres à d'autres fonctionnaires pour les aider à préparer les procédures, accomplit des actions rituelles qui n'ont d'égales que celles du nouveau roi et du Maître Ritualiste, et lit les commandements d'accession au roi.
Selon le Lunheng de Wang Chong, le Seigneur Shao aurais vécu plus de cent ans, et les documents épigraphiques que l'on peut dater avec certitude du milieu du règne du roi Kang tendent à étayer plutôt qu'à réfuter cette affirmation.
Selon la tradition, l'ode "Les poires douces" (chinois : 甘棠) du Classique des vers aurait été composée en son honneur.